# Cremastosperma longicuspe
Espèce
Classification phylogénétique
Statut de conservation UICN

 VU  : Vulnérable
Cremastosperma longicuspe est une espèce de plante du genre Cremastosperma de la famille des Annonaceae.